# Rudolf Pellar
Rudolf Pellar (28. února 1923 Púchov – 4. září 2010 Praha) byl český herec, překladatel, zpěvák, moderátor, šansoniér a hudební pedagog, manžel Luby Pellarové a švagr Jiřího Kárneta.

## Život a dílo
Po maturitě na gymnáziu v Brně absolvoval studium herectví na Konzervatoři v Brně, absolutorium v roce 1946. Poté působil v Horáckém divadle v Jihlavě a ve Slezském národním divadle v Opavě. Následovala angažmá v pražských divadlech, nejprve v Divadle S. K. Neumanna (dnešní Divadlo pod Palmovkou), od roku 1954 Hudební divadlo v Karlíně, kde setrval až do roku 1960. Dalších 30 let od roku 1960 až do roku 1991 působil v Městských divadlech pražských. Hudební studium absolvoval pouze soukromě, studoval zejména zpěv, po příchodu do Prahy u Louise Kadeřábka a Roberta Rosnera. V hudebním divadle uplatňoval nejen své dobré taneční a pohybové schopnosti ale i velmi hezký, znělý a zajímavě barevný hlas v barytonovém rozsahu. Zpočátku hrál zejména v operetách a muzikálech a to jak v Hudebním divadle v Karlíně tak i na prknech Divadla ABC. Zahrál si různé drobnější role i v několika českých filmech. Od poloviny 50. let 20. století začal nahrávat své první gramofonové desky pro firmu Supraphon s různými orchestry a hudebními skupinami (Orchestr Milana Bláhy, Orchestr Gustava Broma, TOČR-Taneční orchestr Československého rozhlasu, skupiny Jiřího Jirmala, Karla Krautgartnera, Slávy Kunsta či Orchestr Karla Vlacha a další). Kromě své herecké profese a šansonového zpěvu se také dobře uplatňoval jakožto vysoce kultivovaný konferenciér, speaker a recitátor (dnešní obdoba kvalitního moderování). Kromě běžných titulů z muzikálového či populárního repertoáru zpíval velmi často i americké lidové písně (často se jednalo o songy z oboru americké country hudby) a dále též zpíval i francouzské lidové písně (tedy v působnosti folkové). Kromě toho nazpíval řadu zahraničních šansonů s kvalitními českými texty. Od roku 1969 se podílel na šansonových večerech v Umělecké besedě a v pražském Divadle hudby. Zpíval šansonové písně z repertoáru známých světových šansoniérů (např. J.Brel, G.Brassense, G.Bécauda a dalších), zpíval i písně Karla Hašlera, kuplety z kabaretu Červená sedma, písně z Osvobozeného divadla apod. Na přelomu 60. a 70. let moderoval spolu s Pavlínou Filipovskou televizní magazín Rodinná pošta. V období 70. a 80. let 20. století jej však dosti krutě postihla normalizace, kdy měl zákaz veřejného vystupování v masových médiích typu Československé televize, rozhlasu či filmu. Působil však v nadále v neformálním sdružení Šanson – věc veřejná. Od roku 1970 až do roku 2001 také vyučoval šansonový zpěv na konzervatoři v Praze. Zákaz činnosti v 70. letech jej donutil, aby se společně s manželkou Lubou začal intenzivně věnovat překladatelské činnosti, věnovali se společně překladatelské činnosti americké literatury prozaické i divadelní respektive dramatické. Za svoji výbornou překladatelskou činnost získal několik prestižních překladatelských ocenění. Po roce 1989 byl nadšeným členem Masarykova demokratického hnutí, v letech 1995 až 2005 byl členem jeho hlavního výboru a až do své smrti vystupoval úspěšně v jeho podvečerech v pražském divadle Kolowrat.
Od konce 60. let občasně spolupracoval s dabingem, a to jako překladatel i dabér.
V letech 1990 až 1995 vystupoval v doprovodných programech na výstavách (Herbert Masaryk, T. G. Masaryk - člověk a umění), které uspořádalo Masarykovo demokratické hnutí.
V roce 1959 namluvil film Jiřího Trnky Sen noci svatojánské.

## Divadelní role (výběr)
- Thornton Wilder: Paní Dolly, dohazovačka, Joe Scanlon, Divadlo ABC, režie Ladislav Vymětal

## Rozhlasové role (výběr)
- 1997 Leo Perutz: Noc pod Kamenným mostem. Osmidílná dramatizovaná četba na pokračování. Podle překladu Tomáše Kratěny zdramatizoval Rudolf Ráž, v režii Hany Kofránkové hráli: Eliška Balzerová, Josef Červinka, Stanislav Zindulka, Antonín Molčík, Václav Postránecký, Ilona Svobodová, Rudolf Pellar, Eva Horká, Petr Pelzer, Růžena Merunková, Veronika Tůmová, Michal Dlouhý, Vlastimil Zavřel, Vladimír Bejval, Miloš Hlavica, Jiří Hálek, Jan Medlík, Květoslava Straková, Ladislav Trojan, Bořivoj Navrátil, Jiří Langmajer a další.[3]
- 2005 Jaroslav Havlíček: Petrolejové lampy, desetidílná četba na poktračování. Připravila: Sabina Langerová. Četl Rudolf Pellar. Režie: Jakub Doubrava. [4]
- 2005 Marco Polo: Milión. O záležitostech Tatarů a východních Indií, čtrnáctidílná četba na pokračování. Četli: Rudolf Pellar, Miroslav Středa, Pavel Soukup a Igor Bareš. Překlad: Miroslava Mattušová, režie: Hana Kofránková

2006 Jan Jeník z Bratřic: Z mých pamětí, desetidílná četba na pokračování. Připravila Barbora Bukovinská. Četl Rudolf Pellar. Režie Ivan Chrz. 

## Nejznámější hity
- Červená aerovka (poznámka: nyní ji často zpívá skupina Neřež)
- Takový sníh už nepadá
- Malý bar
- Pařížské bulváry
- Starý povozník
- Všední ulice
- Atomová pohádka
- Pardon, já musím
- S buřinkou v ruce
- Bambus a řeka
- Buffalo Bill

## Ocenění
- 2000 – Křišťálová růže za interpretaci mluveného slova
- 1997 – Státní cena za celoživotní překladatelské dílo

## Diskografie (výběr)

### Gramofonové desky
- Kánoe pro dva – Jana Petrů a Miroslav Šuba, Kamarád oheň – Jiří Vašíček, Trosečnice – Jiří Bruder / Den se krátí – Rudolf Pellar, Drnová chýše – Rudolf Pellar – (Supraphon, SP)
- 1958 Písně z musicalu Když je v Římě neděle
- 1962 Opilý koráb (A. Rimbaud - přeložil V. Nezval)
- 1964 Americké lidové písně
- 1969 Český šanson 1969
- 1969 Chvíle lásky
- 1970 Český šanson 1970
- 1983 Písničky Jaroslava Jakoubka

### CD
- 1999 Smutný představení - Arbitra
- 2001 Prager Tandimarkt - Meadowart
- 2001 Patřím k tobě - Regina

## Překladatelská činnost, výběr
- Ernest Hemingway
- Arthur Miller
- William Faulkner
- Tennessee Williams
- Philip Roth
- Edward Albee
- J. D. Salinger